# Capitonides europeus
Capitonides europeus — викопний вид дятлоподібних птахів родини бородаткових (Capitonidae). Існував в міоцені в Європі (сучасні бородаткові поширенні лише в тропічній Америці). Скам'янілі рештки птаха знайдені на півдні Німеччини.